# 美國醫療衛生配給
美國醫療衛生配給（英語：Healthcare rationing in the United States）透過多種形式存在。私人醫療保險是依照保費的價格，和個人的支付能力來做分配（配給）。無力自行購買醫療保險的人，或者是靠雇主取得保險，或者從其他地方取得依附於工作相關的保險，而保險公司通常會對申請人是否有既有身體狀況來做篩選。有這種身體狀況的申請人，可能被拒保，或者必須支付更高的保費，和/或者附有額外的條件，譬如說等待期（過了等待期，保單才會生效）。
窮人可利用聯邦醫療補助（Medicaid）來解決醫療費用的問題，但需要通過經濟狀況調查來確定在收入和資產方面符合規定，還要符合其他聯邦和州的規定。若要利用到其他常見的健康維護組織（HMO），會有財務和臨床治療的限制。年齡在65歲及以上，以及少數其他人有資格享受聯邦醫療保險（Medicare）的人，也有很多限制。
在媒體和學術界就有人提倡運用明確的醫療衛生配給，來控制Medicare以及Medicaid的成本。他們認為適當的配給機制會更公平，和更具有成本效益。
美國國會預算辦公室（CBO）認為長期而言，美國醫療衛生價格是驅動政府支出的重要動力。

## 背景
澳大利亞籍哲學家彼得·辛格於2009年7月為《紐約時報》撰文指出，醫療衛生的資源在美國已經是在配給之中：
"醫療衛生服務是一種稀有資源，稀有資源都會透過不同的方式做配給。在美國，大多數醫療衛生是透過私人機構提供經費，因此多數的配給是根據價格的機制來進行：您得到的是您本人，或是您的雇主在能力之內所支付而獲得。但是，我們現行經過雇主投保的醫療保險體系，僅是因為支付保險費可抵扣聯邦政府稅賦的方式所產生的制度，也就是說，實際上是政府一年提供超過2,000億美元的補貼。在公共領域，主要是Medicare、Medicaid、和醫院急診室服務，對於醫療資源的配給所呈現的是-患者漫長的等待時間、高額的患者共付額、對醫生的微薄薪酬（讓某些人因此不願到公共醫療機構服務）、還有對醫院提供經費的限制。"
戴維·萊昂哈特在2009年6月的《紐約時報》上寫道，配給在目前是一種經濟上的現實："我們不是在配給與不配給之間做選擇，而是在好與壞的配給之間做選擇。看到美國把比其他富裕國家更多的經濟資源投入醫療衛生服務，卻在許多方面得到更差的結果，很難說我們現在的配給是合理的。"他寫道，目前美國醫療衛生資源的三種配給現象是：
1. 醫療保險費用的增長，實質上是僱員的薪資被降低。換句話說，昂貴的保險費把家庭收入的增長壓低，迫使美國人必須在醫療服務和其他消費之間做權衡。
2. 醫療保險費的增長，讓較小的公司無力為其僱員購買醫療保險。
3. 高昂的醫療費用導致某些類型的護理受到限制，無法提供。

在2007年，美國醫療衛生費用中將近有45％是由政府支付。在2009年，估計美國有4,600萬人無醫療保險覆蓋。蒂亞·鮑威爾領導紐約州的一個工作小組，在2008年為可能發生的流行性感冒大流行制定呼吸器配給使用的準則。

## 配給的方法

### 保險公司的方法
精神科醫師杰拉爾德·格魯梅特（Gerald Grumet）博士曾記錄下私人保險公司和第三方付款人，如何利用複雜的理賠審查流程以及多層的行政處理手續來凌駕主治醫生的診斷權，給患者和醫生帶來不便和混亂，從而延遲和阻礙執行醫療服務。
歐巴馬總統指出，美國的醫療衛生服務是根據個人收入、就業類型、和既有身體狀況而做配給，有近4,600萬人因此無醫療保險覆蓋。他指出，由於已存在的身體狀況，有數百萬的美國人受到拒保，或必須支付更高的保費來取得保險覆蓋。
政治學教授大衛·阿克塞爾羅在一封給歐巴馬總統支持者的電子郵件中寫道："改革可把'配給'給停用，而不是增強配給……。把改革說成是'政府接管'醫療衛生服務功能，或者會導致'配給'才是種迷思。相反的，改革會把目前保險公司所使用的各種配給禁絕。" 
智庫城市研究所的研究人員在2008年所做的研究發現，無保險覆蓋的美國非老年人，他們的醫療衛生支出僅佔年齡相似，有私人醫療保險者的43％。這就顯示美國的醫療衛生資源是按照價格，以及個人支付能力來配給的。
記者及時事評論家法里德·扎卡利亞寫道，由於保費成本升高，在2009年只有38％的小企業為員工購買醫療保險，而在1993年，提供的比率為 61％。
眾議院的能源和商業監督和調查小組委員會（House Subcommittee on Oversight and Investigations on Energy and Commerrrence）的調查顯示，三家醫療保險公司Anthem（2014年之前稱為WellPoint Inc.）、聯合健康保險、和Assurant總共取消2萬多人的醫療保險，讓他們在5年內減少支付醫療索賠，金額超過3億美元。研究還發現，患有乳癌、淋巴癌，還有其他1,000多種疾病的投保人的保單被撤銷，那些做出撤銷高額理賠保單建議的公司僱員，在績效評估時還獲得公司的讚揚。
私人和公共保險公司都有自己的處方表，透過這個表單來設定承保藥物的範圍，其中包括向保險公司推薦的品項，看保險公司是否同意參加費用分攤。美國的處方表會按類別做出廣義的定義，其中有便宜的藥物，也有昂貴的藥物（昂貴藥物有被推薦的條件和被拒絕的條件）。並非每家保險公司的處方表都相同，消費者最好在購買保險之前先檢查，再做決定。
在有全民醫療衛生系統的國家，共付額或者很低，或者根本沒有，所謂醫療債務現像是聞所未聞。在美國，研究表明，許多破產都可能與醫療費用有關，甚至是發生在購買有醫療保險的人身上。在《患者保護與平價醫療法案（PPACA，或稱ACA）》頒布之前的醫療保險，由於允許設定承保理賠年度，或者終身的上限，縱然購買有醫療保險的人，在發生的費用超過上限的時候，也難免會發生宣告破產的時候。

### 利用價格做配給
全國公共廣播電台在2009年7月發表的一篇文章中引用許多醫生的說法，描述美國如何把醫療衛生資源做配給。身為醫生（也是流行病學家）的亞瑟·凱勒曼博士說："在美國，我們嚴格的做醫療衛生配給。我們早已做了多年……。但是與其他富裕國家相比，我們不是根據患者的需要，或者是預期的醫療效果來做配給，我們主要看重的是個人的支付能力。當您去研究美國那些無保險覆蓋者的困境時，這一點尤其明顯。" 
利用價格來做配給，意味著不接受根據實際需要來做分類。因此，在私營保險公司，有人做昂貴的手術如肝臟移植，或者不會危及生命的手術如整形外科手術；而另一些人則無法獲得便宜、有高成本效益的護理，例如產前護理，許多胎兒和新生嬰兒的生命因而得以保存。有些地方，例如俄勒岡州，確實根據醫療需求優先順序，明確的對Medicare資源做分配。
民意調查發現發現，美國人會因為高成本的考慮而放棄必要的醫療衛生（例如不購買處方藥）。
根據歐洲信息服務公司威科集團 委託所做的調查，大多數醫生和護士（79％）表示，患者所需的治療費用，會影響到醫療機構在選擇，或者推薦治療的方式。

### 製藥公司造成的配給
在美國，藥廠對藥物所收取的費用，要比在英國，對相同藥物收取的費用高，在英國，他們知道較高的價格會超出國家醫療衛生卓越研究所（NICE）等監管機構設定的成本效益限制，而受到排除。美國患者即使有Medicare，或者Medicaid的覆蓋，也常無力支付藥品的共付額，這就是根據患者的支付能力所做的配給。

### 因政府控制而做的配給
美國7歲男孩科比·霍華德（Coby Howard）在1987年過世後，俄勒岡州著手進行公眾諮詢，對於Medcaid計劃應涵蓋哪些療程，希望有個透明的流程，來安排醫療服務的優先順序。霍華德的死因是白血病，不在Medicaid覆蓋之內。他的母親在他過世之前的幾個星期內，嘗試籌集100,000美元來支付骨髓移植的費用，但霍華德在開始治療之前就離開人世。當時的州參議員約翰·基茨哈伯發起一項運動，說成千上萬的俄勒岡低收入者連基本的醫療服務都得不到，更遑論獲得骨髓移植服務。有一個衛生服務委員會專家小組被任命，負責制定治療的優先清單。然後州立法者在優先清單中確定資格符合的條件。在1995年，從745個療程中決定有581個項目可獲得補助。
共和黨籍眾議員紐特·金里奇說，歐巴馬總統的改革計劃把政府對醫療衛生決策的控制權擴大，他將這種情況稱為是一種“醫療衛生配給”。他關切的是，雖然在擬議中的法案沒有任何內容看似會構成配給，但有三個因素的結合，會在政府把資源用到老年人時，增加配給的壓力，它們是：聯邦官僚機構為此擴大編制、Medicare將在10年內破產、而醫療費用中的25％是花費在患者生命的最後一年。
普林斯頓大學政治經濟學教授烏韋·萊因哈特寫道，公共和私人醫療衛生計劃都可配給，並對主張是政府單方面施行配給的概念予以駁斥："許多對當前醫療改革提出批評的人會讓人相信，只有政府才會做配給 而同時這些人都認為，當私人醫療保險公司拒絕為特定療程付款，或對藥品開立依據價格分級的處方，例如，要求被保險人就昂貴的生物藥品需支付35％的共付額（等於讓這種藥物超出患者的支付能力）-反而不算是醫療衛生配給，而描述成這種是讓 "消費者"（以前稱為"患者"）憑自己的判斷來花自己的錢。說這是保險公司提供審慎而有效的管理，迫使患者必須就醫療衛生的需求與其他花費之間做個選擇。" 
在2009年期間，阿拉斯加州州長莎拉·佩林反對政府進行配給，並稱她對當前改革立法的理解，這些推動單位為 "死亡小組 "，是 "徹頭徹尾的邪惡 "。改革法案的捍衛者表示，擬議的第HR.3200號法案首次允許Medicare涵蓋有關生命週期規劃的醫患諮詢，包括有關擬定生前遺囑或規劃安寧病房照護。患者可尋求此類建議，但也可不做。條款限制此類的諮詢每5年可做一次。但是，佩林在2008年擔任州長期間，對壽命臨終諮詢和患者的生前遺囑是支持的。
新聞工作者及部落客埃茲拉·克萊因在《華盛頓郵報》中，針對民意調查顯示老年人對醫療改革的抗拒越來越強，有所描述，因為人們擔心為改革提供經費，會削減現有的Medicare的支出。一個不尋常且強有力的政治聯盟因此而形成，共和黨人說要保護現有的的醫療法案，但實際上是他們歷來都是反對Medicare，也反對其他的國民應得權利計劃。CBO對擬議的眾議院H.R. 3200（2009年美國平價醫療選擇法案）的衡量（此法案最終並未通過），包括在10年之內可節省2,190億美元經費，其中部分的節省是來自Medicare的變革。

### 透過增加附加價值做分配
澳洲醫療保險使用一種稱為"質量調整壽命年"（QALY）的概念，來衡量某些特定療程的成本效益。這種方式反映出支付特定醫療費用而可增加的壽命品質和數量。這種衡量方式已在澳大利亞（使用單一支付者系統）實施30多年，也在其他幾個國家實施。澳大利亞採取衡量QALY來達成來控制成本和做醫療衛生資源配給的目的，並讓有負擔能力的人另外購買私人醫療保險作補充。

### 透過比較效益研究做分配

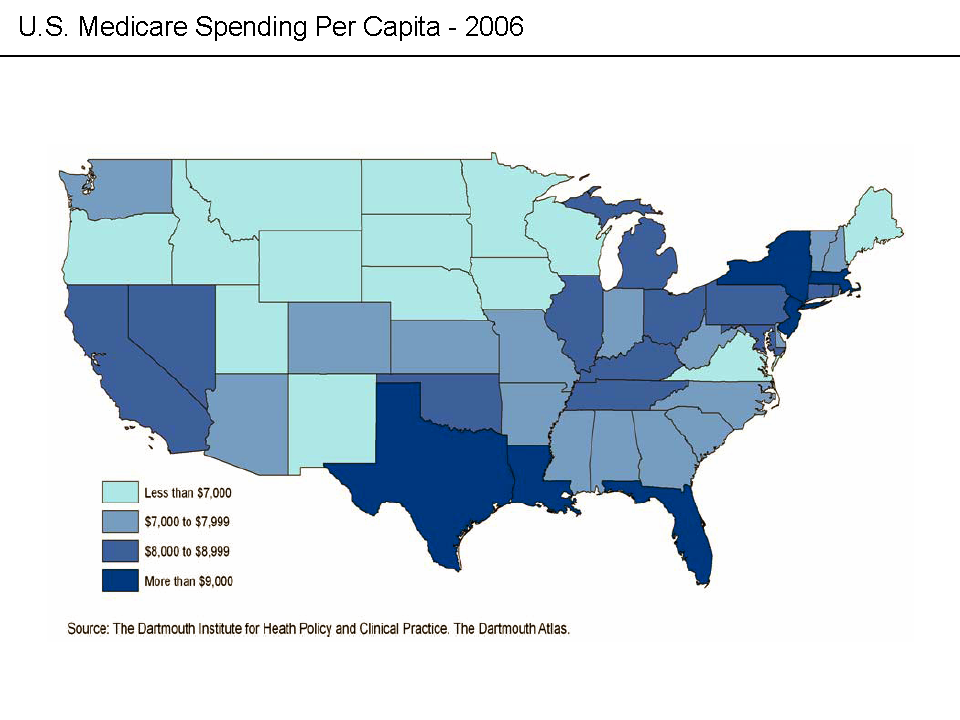
醫療衛生人均支出，在美國各州大不相同（2006年資料）

對於已有的身體狀況，會有幾種治療方法可供選擇，而它們之間的費用差異很大，但治療結果並無統計學上的差異。經過比較效益研究，這些方案能提供維持或改善護理品質的機會，而同時大幅降低成本。戴維·萊昂哈特在《紐約時報》上寫道，治療最早期，緩慢增長前列腺癌的費用從平均2,400美元（僅觀察病情是否惡化）到高達100,000美元（利用放射線治療）不等：
有些醫生非常相信某種治療法，別的醫生則非常相信別種治療法。但是沒人確實知道哪種是最好的。在這方面做嚴格研究的人很少。重要的是並無嚴肅的研究來確定高科技療法是否就可更好地維持人們的健康和活力。很多人在前列腺癌發展成致命性之前就因別的原因而過世。
根據經濟學家彼得·戴蒙德和CBO所引用的研究，美國的人均醫療衛生費用也因不同地理位置和不同醫療中心，而有很大差異，但治療結果在統計學上的差異或是沒有，或是所差無幾。：
受Medicare覆蓋的患者在他們生命的最後六個月中，在梅奧醫院的花費是26,330美元，幾乎是加利福尼亞大學洛杉磯分校醫學中心所花的50,522美元的一半，也遠低於麻省總醫院的40,181美元，而梅奧醫院所提供服務的評分，均高於前述兩家醫院...美國納稅人支付這麼巨大的費用差異，但幾乎沒證據會從中得了什麼好處。
比較效益研究顯示，成本有顯著降低的可能性。美國行政管理和預算局（OMB）主任  彼得·R·奧爾薩格表示：“如果可以把高，或中成本地區的支出減少到像低成本地區的水準一樣，Medicare的成本可以節省近30％，而還不致產生負面的影響。”
歐巴馬總統在2009年的刺激經濟計劃裡，提供超過10億美元的經費，啟動比較效益研究（CER），並設立聯邦CER諮詢委員會來執行這種想法。經濟學家馬丁·費爾德斯坦在《華爾街日報》上寫道："比較效益的方法，可用來決定治療方法是否可改善醫療衛生服務，並證明其成本為合理。"

### 由政府做配給
前共和黨籍商務部長彼得·喬治·彼得森則表示，考慮到美國的財政狀況和數兆美元無經費著落的Medicare債務，某種形式的配給不可避免，但也該做。他估計有25–33％的醫療衛生服務是為那些在生命最後幾個月或最多一年者所提供，並主張在這些人的生活品質如果無法改善時，應該作費用限制。為政府的醫療衛生支出制定預算時，他還建議制定人民醫療支出的上限和現收現付的規則，並用增加稅收來應付任何增加的費用。他表示，增加稅收和削減開支要雙管齊下。所有這些問題將在一個財政改革委員會的主持下來解決。
亞利桑那州由於預算問題而把Medicaid承保範圍修改，包括拒絕為昂貴的療程（例如器官移植）支付費用，先前已獲經費補助承諾的人也不例外。電視頻道MSNBC的凱思·奧伯曼和其他人把當時的州長簡·布魯爾和州立法機關稱為現實生活中的“死亡小組”，因為當時有許多窮人，由於政治上的決定而喪失生命，或者失去健康。

### 按年齡做配給
美國關於醫療衛生配給給老年人的討論，在1983年受到廣泛的注意，當時經濟學家艾倫·葛林斯潘提出問題-"是否值得"把Medicare預算中的 30％，花費在5-6％的老年人身上，而這些老人會在接受治療的一年內死亡。1984年，科羅拉多州的民主黨籍州長理查德·拉姆的說法『老人』"有責任去死，不要擋路。"被廣泛引用，但他聲稱是被錯誤引用。
醫學倫理學家丹尼爾·卡拉漢在他1987年的作品《設定界限：高齡化社會的醫療衛生目標》一書中，對於是否應按年齡對醫療衛生做配給，提出他的觀點。他把高齡人口稱為"新的社會威脅"，他們自私自利，並贊成以年齡作為限制醫療衛生支出的標準。卡拉漢的書在美國媒體上被廣泛討論，包括《紐約時報》、《華盛頓郵報》、《華爾街日報》和"幾乎想得到的專業與學術期刊和新聞通訊"。反對這種根據年齡做醫療資源配給的論點之一，是年齡本身無法有效的表明身體健康狀況。反對者的另一個論點是，卡拉漢的說法顛覆西方的傳統，認為死亡是美好，而活著反而是罪惡。安默斯特學院的法學教授羅伯特·勞倫斯·巴里（Robert Laurence Barry）稱卡拉漢的觀點是"醫學極權主義"。1989年10月在伊利諾伊大學法學院參加會議的六位教授把對卡拉漢的反駁意見，集成一冊，在1991年出版，書名《設定無界限：對丹尼爾·卡拉漢的限制醫療衛生服務的建議的反駁》，這本反駁由羅伯特·勞倫斯·巴里和杰拉德·布拉德利（Gerard V. Bradley）兩位先生編輯。

## 贊成配給者的觀點
彼得·辛格贊同配給：
對醫療衛生資源做配給，意味著使用公共經費該有所限制，我們該為所花費的數十億美元取得相對的價值。如果我們進行配給，我們不會讓藥廠的專利藥物予取予求，也不會因為有醫生推薦療程，我們就得接受。當使用公共經費補貼醫療衛生，或政府直接提供醫療衛生服務時，不可能不去要求物有所值。關於美國醫療衛生改革辯論的先決條件是：既然某種形式的醫療配給是不可避免，而且該做的。那麼我們就得問，最好的做法是什麼？”
CBO在2008年6月的報告中指出：
"聯邦政府的主要醫療衛生計劃是Medicare和Medicaid，每個受益人的未來支出增長，將是聯邦長期支出趨勢的決定因素。以降低成本增長的方式來改變這些計劃會很困難，部分是由於衛生政策的複雜性，最終是制定聯邦長期財政政策的挑戰……Medicare和Medicaid總支出從2007年佔GDP的4％，增加到2050年的12％，而到2082年會達到19％，在經濟總量的佔比，大致和今日聯邦政府總體支出相當。醫療衛生支出預計增加的大部分，所反映的是每個受益人的費用增加，而與高齡化人數增加的關係較少。"

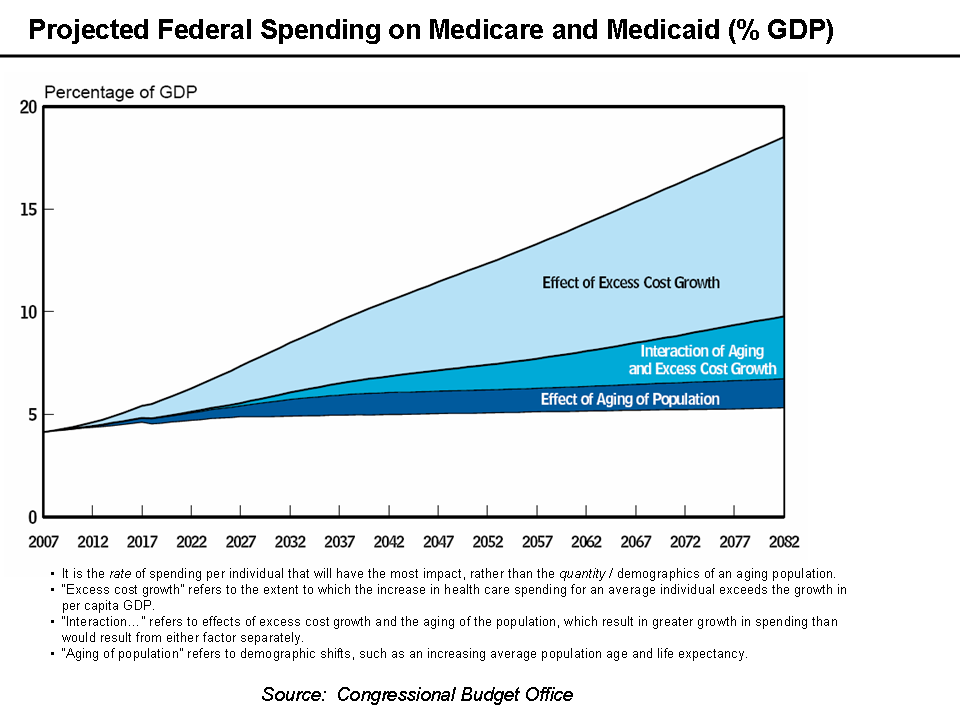
Medicare和Medicaid在美國GDP中的佔比

換句話說，所有其他聯邦支出（如社會保障（Social Security）、國防、教育、和交通）都將需要靠舉債來做，這是不可行的做法。
歐巴馬總統在2009年5月表示："但我們知道，如果我們繼續遭受快速上漲的醫療衛生費用和不完整的醫療系統的壓制，我們的家庭、經濟、和國家本身將無法在21世紀裡成功運作....我們將無法在企業上競爭；我們的家庭將沒法儲蓄，或無錢可花；除非我們能夠把醫療費用控制住，否則我們國家的預算將無以為繼。"
直到2017年，醫療衛生配給仍然是一個政治話題，民主黨籍的伯尼·桑德斯和共和黨籍的泰德·克魯茲在美國有線電視新聞網節目上爭論，是否採用單一支付者制度會導致醫療衛生資源需做配給。

## 外部連結
- Reforming American Healthcare （页面存档备份，存于） from The Economist
- White House Council of Economic Advisors - The Economic Case for Healthcare Reform-Report-June 2009

Category:美國醫療